# Miaplacidus

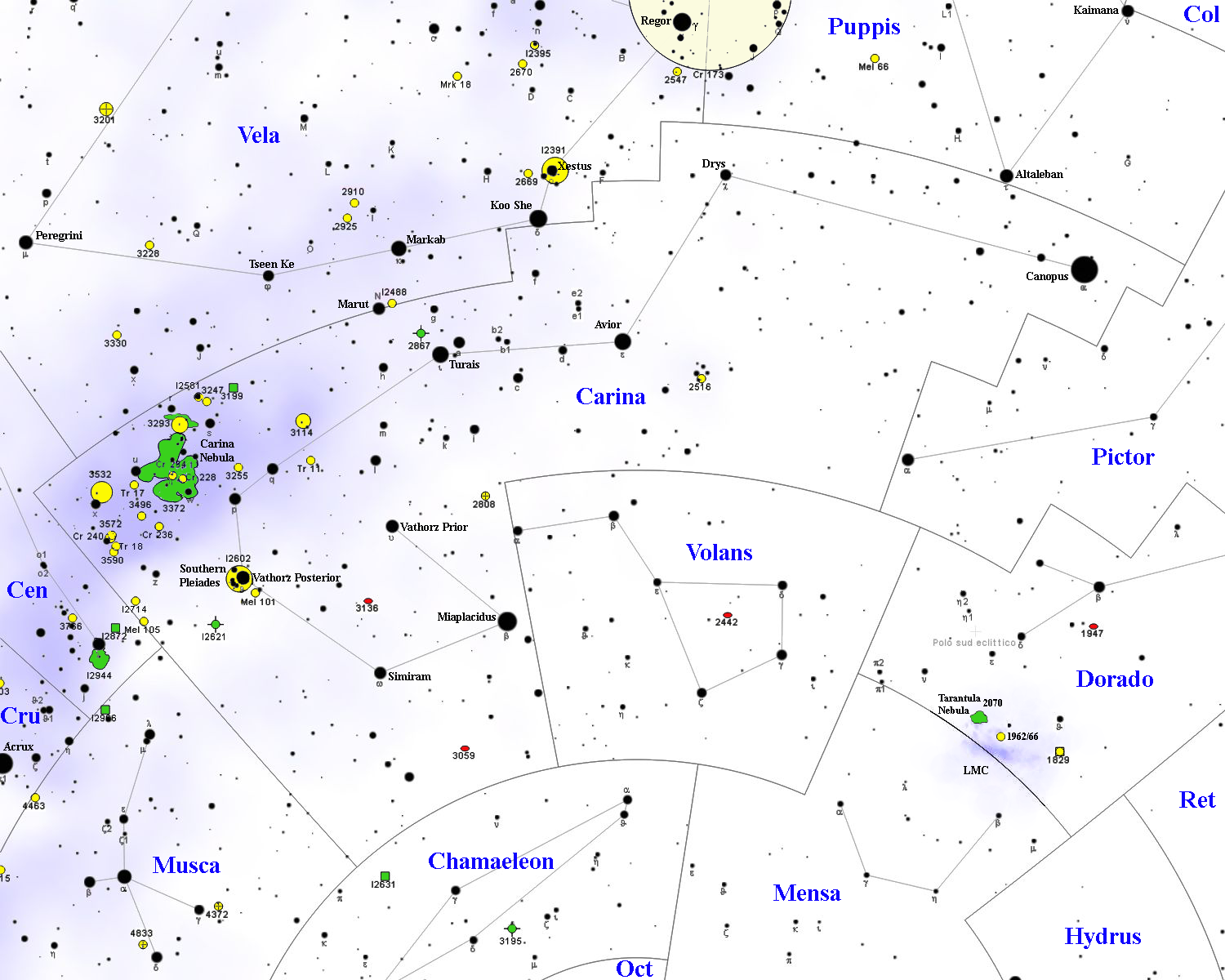
Miaplacidus a la seva constel·lació

Miaplacidus (Beta de la Quilla / β Carinae) és, amb magnitud aparent +1,67, la segona estrella més brillant de la constel·lació de la Quilla, darrere de Canopus (α Carinae). El seu nom va aparèixer per primer cop el 1856 quan va ser publicat l'atles estel·lar Geography of Heavens, de Elijah Hinsdale Burritt. L'origen i significat del nom va ser un enigma durant dècades, fins que William Higgins, un expert en noms d'estrelles, va conjecturar que el nom de Miaplacidus aparentment és una combinació de l'àrab مياه myahara ("aigües") i del llatí placidus ("plàcid").
Situada a 111 anys llum de distància, Miaplacidus és una estrella subgegant blanca de tipus espectral A2IV amb una temperatura efectiva (superficial) de 9.100 K. La seva lluminositat és equivalent a 210  la del Sol i el seu radi és gairebé sis vegades  el solar. La seva velocitat de rotació, d'almenys 139 km / s, dona com a resultat un període de rotació de 2,1 dies. Amb una edat de 350 milions d'anys, en el seu interior està finalitzant la  fusió d'hidrogen i el nucli ha d'estar format quasi exclusivament per heli inert. En només 2,5 milions d'anys començarà la transformació de l'heli en carboni, i Miaplacidus creixerà per esdevenir una gegant vermella.
A diferència d'altres estrelles de tipus espectral A amb  discs de pols al voltant, possibles llocs de formació de  sistemes planetaris, en Miaplacidus no s'ha trobat evidència sobre això.